# 最佳拍檔之千里救差婆
《最佳拍檔之千里救差婆》（台灣上映時片名：最佳拍檔大顯虎威），由許冠傑、麥嘉、張艾嘉、葉蒨文主演，由林嶺東執導，是1986年由新藝城影業公司出品的賀歲片。本片遠赴新西兰拍攝外景，其他外景於香港拍攝，包括太古城中心一期的溜冰場、灣仔等等。
許冠傑拍攝本片的同期在尼泊爾拍攝新藝城另一部電影《衛斯理傳奇》時患上高山症，體力未能應付大量動作戲份，令劇情出現改動，比前作有更多悲情元素，而原本客串的張艾嘉的戲份亦因此大幅增加。
在上映時曾以本片廣告宣傳名義，贊助新藝城的母公司九龍巴士在當年農曆年初一提供十一條免費巴士路線，供市民乘搭。

## 劇情
博士研究出一顆能量石，能使人力量強化，隨即被人錯殺。博士臨死前將石與女兒交與KING KONG，KING KONG回到香港並與光頭佬見面後，隨即受到追殺，差婆亦被人捉走。最佳拍檔帶同光頭仔到匪徒基地作交易，最終光頭佬被用作能量石的人體實驗......

## 演員
| 演員       | 角色      | 粵語配音 | 備註                                 |
| ---------- | --------- | -------- | ------------------------------------ |
| 許冠傑     | King Kong | 許冠傑   | 莎莉之冤家，後為其夫                 |
| 麥嘉       | 區瑞強    | 金貴     | 光頭佬 何東詩之夫 光頭仔之父         |
| 張艾嘉     | 何東詩    | 龍寶鈿   | 差婆 歐瑞強之妻 光頭仔之母           |
| 葉倩文     | 莎莉      | 沈小蘭   | 科學家之女 King Kong之冤家，後為其妻 |
| 王嘉明     | 光頭仔    | 盧素娟   | 歐瑞強，何東詩之子                   |
| 石堅       | 奸人堅    |          | 冰曲比賽國際刑警隊主教練             |
| 關德興     | 黃師傅    |          | 冰曲比賽香港警察隊主教練             |
| 曹達華     | 華叔/阿寬 | 盧雄     | 香港警察高層                         |
| 馮敬文     |           |          |                                      |
| 朗奴里斯   |           | 盧雄     | 奸角                                 |
| 喬宏       | 教授      |          |                                      |
| 冼林煜     |           |          |                                      |
| 仙蒂德斯達 |           |          |                                      |
| 姬莉安鍾斯 |           |          |                                      |
| 彼得麥哥利 |           |          |                                      |
| 安奴保利   |           |          |                                      |
| 曾國賜     |           |          |                                      |

## 電影歌曲
- 主題曲〈心思思〉主唱：許冠傑

## 外部連結
- 香港影庫上《最佳拍檔之千里救差婆》的資料（繁體中文）
- 開眼電影網上《最佳拍檔之千里救差婆》的資料（繁體中文）
- 豆瓣电影上《最佳拍檔之千里救差婆》的資料 （简体中文）
- 时光网上《最佳拍檔之千里救差婆》的資料（简体中文）
- AllMovie上《最佳拍檔之千里救差婆》的资料（英文）
- 爛番茄上《最佳拍檔之千里救差婆》的資料（英文）
- 互联网电影数据库（IMDb）上《最佳拍檔之千里救差婆》的资料（英文）